# 간베촌 (미에현 아노군)
간베촌(神戸村)은 일본 미에현 아노군에 설치되었던 촌이다. 현재의 쓰시 중심부의 남서쪽에 해당한다.